# Heroes' Acre (Namibië)
Heroes' Acre (Heldenakker) is een  oorlogsmonument van de Republiek Namibië en tevens erebegraafplaats. Het is gebouwd in de onbewoonde heuvels, circa 10 kilometer ten zuiden van het centrum van de hoofdstad Windhoek.  Heroes' Acre werd officieel geopend op 26 augustus 2002. 

## Bouw
Het monument is ontworpen en gebouwd door Mansudae Overseas Projects, een Noord-Koreaans bedrijf. Het is een van de vier grote openbare werken die Mansudae in Namibië heeft gebouwd, de andere drie zijn het Militaire Museum in Okahandja, en het nieuwe State House en het Onafhankelijkheidsmuseum in Windhoek.

## Locatie en beschrijving
Het Heroes' Acre-monument ligt ten zuiden van Windhoek aan de B1 nationale weg naar Rehoboth. Het is gebouwd als een symmetrische veelhoek met een marmeren obelisk en een bronzen standbeeld van de onbekende soldaat in het midden. De locatie bevat paradegronden en een tribune voor 5000 mensen. De begraafplaats bestaat uit 174 graven, waarvan niet alle momenteel bezet zijn.

## Bijzondere graven
Op Heroes' Acre zijn speciale mausoleums gereserveerd voor Namibische presidenten. 
- Hage Geingob (1941-2024)[1]
- Sam Nujoma (1929-2025)[2]